# Gwen Catley
Gwen Catley (9 février 1906 - 12 novembre 1996) était une soprano colorature anglaise s’étant produite à l’opéra, lors de concerts et de revues. Elle a souvent chanté à la radio et à la télévision, et a enregistré de nombreuses chansons et arias, pour la plupart en anglais. Elle était réputée pour la clarté et l'agilité de sa voix, notamment pour les morceaux jugés techniques, et sa diction anglaise était exceptionnelle.

## Biographie

### Jeunesse
Gwendoline Florence Catley naît à Londres en 1906. Elle étudie à la Guildhall School of Music, où son professeur de chant est le ténor Walter Hyde. Parmi ses autres professeurs, on retrouve Granville Bantock, Jenny Hyman ainsi que Julian Kimbell en leçons particulières. Le directeur de l'école, Landon Ronald, auparavant accompagnateur de Nellie Melba, trouve que la jeune Catley lui rappelle Melba. L’école lui décerne sa médaille d’or, destinée à récompenser un élève prometteur. Cependant, son père l’empêche de l’accepter, ne souhaitant pas que sa fille se tourne vers ce genre de carrière. Elle la recevra à nouveau plus tard.

### Carrière
En 1937, elle se produit au Sadler’s Wells Theatre dans les rôles de la Reine de la Nuit de La Flûte enchantée de Mozart, et Nannetta de Falstaff de Verdi. En 1938, Landon Roland parraine ses débuts au Wigmore Hall, où elle rencontre un franc succès, jouant à guichets fermés,. Elle rejoint ensuite le chœur de la BBC, qui lance une carrière couronnée de succès, au cours de laquelle elle chantera avec les plus grands orchestres britanniques.
Durant la Seconde Guerre Mondiale, elle rejoint pendant un an la revue Hi-de-Hi, organisée par Jack Hylton, où ses interprétations de "Caro nome" de Rigoletto de Verdi deviennent célèbres. Elle chante aussi le rôle de Gilda avec la compagnie d’opéra Carl Rosa. En 1949, elle participe à un enregistrement studio de La Jolie fille de Perth de Bizet pour la BBC, où elle interprète Catherine Glover, aux côtés de Richard Lewis et Henry Smith, sous la direction de Thomas Beecham. Elle continue à chanter avec la compagnie Carl Rosa jusqu'en 1957. En 1953, elle prend part à la première diffusion britannique de The Rake's Progress de Stravinsky. Elle travaille souvent avec les chefs d’orchestre Stanford Robinson et son frère Eric Robinson, qui contribuent à beaucoup de ses enregistrements.

### Retraite
Elle prend sa retraite en Italie avec son mari, le violoncelliste Allen Ford, avec qui elle a un fils. Elle retourne en Grande-Bretagne après 20 ans pour enseigner le chant. Parmi ses élèves, on compte Judi Dench, pour une production de Cabaret.
Gwen Catley meurt à Hove, le 12 novembre 1996, à l'âge de 90 ans.

## Postérité
Plusieurs de ses enregistrements sont encore disponibles ; notamment son interprétation d’une sorcière dans le premier enregistrement complet de Didon et Énée de Purcell avec Nancy Evans (Didon) et Roy Henderson (Énée), réalisé par Clarence Raybould. Elle apparaît dans le tome 4 du Registre de Chant, consacré à l’école anglo-américaine.